# Condado de Emanuel
El condado de Emanuel (en inglés: Emanuel County) es un condado en el estado estadounidense de Georgia. En el censo de 2000 el condado tenía una población de 21 837 habitantes. La sede de condado es Swainsboro. El condado fue formado el 10 de diciembre de 1812 a partir de porciones de los condados de Bulloch y Montgomery. Fue nombrado en honor a David Emanuel, el 24° gobernador de Georgia.

## Geografía
Según la Oficina del Censo, el condado tiene un área total de 1788 km² (690 sq mi), de la cual 1776 km² (686 sq mi) es tierra y 12 km² (5 sq mi) (0,66%) es agua.

### Condados adyacentes
- Condado de Jefferson (norte)
- Condado de Jenkins (noreste)
- Condado de Burke (noreste)
- Condado de Candler (este)
- Condado de Bulloch (sureste)
- Condado de Toombs (sur)
- Condado de Laurens (suroeste)
- Condado de Johnson (oeste)
- Condado de Treutlen (oeste)

## Autopistas importantes
- Interestatal 16
- U.S. Route 1
- U.S. Route 80
- U.S. Route 221
- Ruta Estatal de Georgia 4
- Ruta Estatal de Georgia 23
- Ruta Estatal de Georgia 26
- Ruta Estatal de Georgia 46
- Ruta Estatal de Georgia 56
- Ruta Estatal de Georgia 57
- Ruta Estatal de Georgia 86

## Demografía
En el  censo de 2000, hubo 21 837 personas, 8045 hogares y 5752 familias residiendo en el condado. La densidad poblacional era de 32 personas por milla cuadrada (12/km²). En el 2000 había 9419 unidades unifamiliares en una densidad de 14 por milla cuadrada (5/km²). La demografía del condado era de 63,69% blancos, 33,28% afroamericanos, 0,14% amerindios, 0,24% asiáticos, 2,13% de otras razas y 0,51% de dos o más razas. 3,41% de la población era de origen hispano o latino de cualquier raza. 
La renta promedio para un hogar del condado era de $24 383 y el ingreso promedio para una familia era de $31 113. En 2000 los hombres tenían un ingreso medio de $26 605 versus $18 145 para las mujeres. La renta per cápita para el condado era de $13 627 y el 27,40% de la población estaba bajo el umbral de pobreza nacional.

## Ciudades y pueblos
- Adrian
- Garfield
- Norristonw
- Nunez
- Oak Park
- Summertown
- Swainsboro
- Twin City